# Плайштайн
Плайштайн (нем. Pleystein) — город и городская община в Германии, в земле Бавария. 
Подчинён административному округу Верхний Пфальц. Входит в состав района Нойштадт-ан-дер-Вальднаб. Подчиняется управлению Плайштайн.  Население составляет 2593 человека (на 31 декабря 2010 года). Занимает площадь 36,10 км². Официальный код  —  09 3 74 147.

## Население
По оценке на 31 декабря 2015 года население общины Плайштайн составляет 2436 чел. 

| Дата      | 1840 | 1871 | 1900 | 1925 | 1939 | 1950 | 1961 | 1970 | 1987 | 2011 |
| --------- | ---- | ---- | ---- | ---- | ---- | ---- | ---- | ---- | ---- | ---- |
| Население | 2090 | 2426 | 2618 | 2542 | 2515 | 3184 | 2772 | 2788 | 2591 | 2472 |

| Год       | 1960 | 1970 | 1980 | 1990 | 2000 | 2009 | 2010 | 2011 | 2012 | 2013 | 2014 | 2015 |
| --------- | ---- | ---- | ---- | ---- | ---- | ---- | ---- | ---- | ---- | ---- | ---- | ---- |
| Население | 2736 | 2791 | 2576 | 2649 | 2692 | 2607 | 2593 | 2453 | 2431 | 2428 | 2430 | 2436 |